# Uracanthus fuscus
Uracanthus fuscus är en skalbaggsart som beskrevs av Lea 1916. Uracanthus fuscus ingår i släktet Uracanthus och familjen långhorningar. Inga underarter finns listade i Catalogue of Life.